# Зигфрид I фон Регенщайн
Зигфрид I фон Регенщайн (на немски: Siegfried I von Regenstein; * пр. 1212; † 12 март 1245) е граф на Регенщайн.

## Произход
Той е син на граф Хайнрих I фон Бланкенбург-Регенщайн († сл. 1245) и съпругата му фон Полебен (* ок. 1156), сестра на Улрих фон Полебен. Внук е на граф Зигфрид фон Бланкенбург († сл. 1172, Палестина). Брат е на Дитрих фон Бланкенбург († сл. 1231), катедрален кантор в Халберщат (1219 – 1221), и на граф Улрих I фон Регенщайн († 1265/1267).

## Фамилия
Зигфрид I фон Регенщайн се жени сл. 1235 г. за принцеса София фон Анхалт († между 28 ноември 1272 – 15 януари 1274), вдовица на херцог Ото I фон Андекс от Мерания († 1234), дъщеря на княз Хайнрих I фон Анхалт († 1251/1252) и Ирмгард фон Тюрингия († ок. 1244). Те имат децата:
- Ода фон Регенщайн († 28 август 1283), омъжена за граф Конрад II фон Вернигероде († 1298)
- Хайнрих II фон Регенщайн (IV) († 24 юли 1284 или 15 март 1285), граф на Регенщайн, женен I. за фон Волденберг († ок. 1274), II. сл. 1274 г. за Бия фон Верберг († сл. 1289)

Вдовицата му София фон Анхалт се омъжва трети път сл. 28 май 1245 г. за Ото Млади фон Хадмерслебен († пр. 1280).